# IC 1265
IC 1265 је спирална галаксија у сазвјежђу Херкул која се налази на листи објеката дубоког неба у Индекс каталогу.
Деклинација објекта је + 42° 5' 20" а ректасцензија 17h 36m 39,3s. Привидна величина (магнитуда) објекта IC 1265 износи 12,9 а фотографска магнитуда 13,7. IC 1265 је још познат и под ознакама UGC 10917, MCG 7-36-27, CGCG 226-32, NPM1G +42.0477, PGC 60568.